# Daniel Wilken
Daniel Wilken (27 juli 1989) is een voormalig Duits acteur.
Daniel Wilken studeerde in 2009 af aan de Freie Waldorfschule in Keulen. In deze school deed hij mee aan verschillende theaterproducties.
Zijn grootste rol tot nu toe was die van Daniel Gutenberg, een van de hoofdrollen in de televisieserie Das Haus Anubis, de Duitse versie van Fabian Ruitenburg uit de Vlaams-Nederlandse soapserie die van 29 september 2009 tot 4 mei 2012 werd uitgezonden op zowel de kinderzender Nickelodeon als de muziekzender VIVA en aanvankelijk uit één seizoen met 114 afleveringen bestond. In totaal speelde hij in 364 afleveringen. Ondertussen nam hij ook deel aan de Nickelodeon Wereldbeschermers-campagne in 2010. In 2012 speelde hij ook de hoofdrol van Daniel Gutenberg in de speelfilm van de serie The House of Anubis - Path of 7 Sins.
Van 2012 tot 2019 studeerde Wilken architectuur aan de RWTH Aachen University en richtte daarna samen met een partner een architectenbureau op in Aken.

## Producties
| Televisieserie                      | jaren     | rollen           |
| ----------------------------------- | --------- | ---------------- |
| Das Haus Anubis                     | 2009-2012 | Daniel Gutenberg |
| Nickelodeon Weltbeschützer          | 2010      |                  |
| Das Haus Anubis – Pfad der 7 Sünden | 2012      |                  |

| Theater/Film                 | jaren |
| ---------------------------- | ----- |
| Pfad der 7 Sünden            | 2012  |
| Verwandte Sind Auch Menschen | 2008  |
| Club Der Toten Dichter       | 2007  |
| Mediaproject VSA             | 2007  |